# Johanna Larsson (simmare)
Johanna Margareta Larsson, född 1 januari 1972 i Leksberg, Sverige, är en svensk tidigare simmerska. Hon deltog i olympiska sommarspelen 1988, och simmade 100 meter ryggsim samt 4×100 meter stafett.

## Klubbar
- Mariestads SS